# Ivar Oldenburg
Ivar Henrik Oldenburg, född 27 februari 1905 i Nacka, död 27 oktober 1993 i Stockholm, var en svensk skeppsbyggare och marinöverdirektör.
Oldenburg tog studentexamen 1924 och civilingenjörsexamen vid Kungliga tekniska högskolan (KTH) 1928. Han var anställd vid marinförvaltningens skeppsbyggnadsavdelning och från 1954 marinöverdirektör och chef för mariningenjörskåren.  Han invaldes i Örlogsmannasällskapet 1954, i Krigsvetenskapsakademien 1956 och i  Ingenjörsvetenskapsakademien 1958. Oldenburg är begravd på Norra begravningsplatsen utanför Stockholm.